# Eduardo Viscasillas Blanque
Eduardo Viscasillas Blanque (Zaragoza, 21 de septiembre de 1848 - Madrid, 12 de marzo de 1938) fue un diplomático y compositor español. Fue Rector del Real Colegio de España en Bolonia (Italia) y Secretario de la Academia Española de Bellas Artes de Roma. Profesor de la Orquesta del Liceo de Barcelona y Académico de Honor de la Accademia di belle arti di Bologna en Italia. Fue padre de Manuel Viscasillas Bernal, niño prodigio, violinista y después profesor del Conservatorio de Barcelona.

## Biografía
Fue hijo de Manuel Viscasillas, jurisconsulto aragonés, y de doña María Blanque. Empezó sus lecciones de solfeo a los 11 años, bajo la dirección del organista de la Seo Francisco Anel, continuándolos después con Joaquín Salces. Estudió Ciencias en el Colegio Imperial de Pau (Francia). Cursó la carrera de derecho en la Universidad de Zaragoza, licenciandóse en 1872. Combinó su carrera con los estudios musicales, en los que fue alumno del maestro Teodoro Bailo Tena, discípulo de Monasterio y fundador de la Escuela de Música de Zaragoza. Más tarde estudió violín y composición, dirigido por el músico aragonés Benigno Cariñena Salvador primero y después con el maestro de capilla del Pilar Antonio Lozano, que fueron sus principales maestros. En su ciudad natal fue Presidente de la Sección de Música del Ateneo y vocal de la primera Junta Directiva de la Sociedad de Conciertos, constituida en 1885. En el año 1873 ingresó en el cuerpo diplomático con el número uno, obteniendo destino en Italia, donde permaneció tres años. En este tiempo compuso varias obras musicales, a las que posteriormente añadió las tituladas Notte in Venezia; Meditazione, y el himno «Santa Cecília» (estas últimas premiadas en la Exposición Internacional de Música de Bolonia de 1888, en cuyo jurado estaba Verdi) y una Salve para voces y orquesta. En 1874 fue admitido como colegial del Real Colegio de España en Bolonia, siendo presentado por el presidente del Poder Ejecutivo de la República Francisco Serrano y Domínguez. En este Colegio, del que fue colegial decano, convivió con Hermenegildo Giner de los Ríos, entre otros. Durante su estancia en Italia también fue doctorando en la Facultad de Jurisprudencia de la Universidad de Bolonia, sin llegar a defender la tesis. En Roma conoció a Mariano Fortuny, quién le dedicó uno de sus cuadros. En 1876 fue nombrado secretario de la Academia Española de Bellas Artes de Roma. En Italia permaneció hasta 1877, en el que graves asuntos familiares le obligaron a presentar la dimisión de su cargo. Su obra Notte in Venezia recorrió en conciertos varias ciudades europeas bajo la batuta del que fuera director de la Orquesta Filarmónica de Montecarlo Arthur Steck. A finales de este año pasa a residir a Barcelona, donde ejerció como profesor de violín en la Orquesta Sinfónica del Gran Teatro del Liceo, de la que años más tarde llegaría a ser maestro director y concertador auxiliar. Allí conoció al maestro Juan Goula. Durante las Fiestas del Pilar de 1886 fue presidente del jurado del primer Certamen de Rondallas, hoy Certamen Oficial de Jota Aragonesa. En 1888 recibió una "Batuta de Oro" del Ayuntamiento de Zaragoza junto con Antonio Lozano, Elias Villareal, Ruperto Ruiz de Velasco y Bailo Tena como premio por el éxito del concierto celebrado en el Teatro Principal con motivo de la visita a Zaragoza de la reina María Cristina de Habsburgo. El 17 de enero de 1899 estrenó en el Teatro Principal de Zaragoza su ópera Página goda con libreto de Luis Ram de Víu. Compuso nuevas obras instrumentales y acabó la partitura de una ópera española titulada Pelayo, que dejó inédita. Poco después regresa a Italia, al ser nombrado rector del Real Colegio de España en Bolonia en 1890. Fue padre del precoz violinista Manuel Viscasillas Bernal, premio extraordinario del Conservatorio de Bolonia y en la madurez profesor del Conservatorio Municipal de Música de Barcelona. Ambos, padre e hijo, ganaron en 1891 en el Mozarteum de Salzburgo (Austria) la Medalla del Centenario de Mozart por la interpretación del Concierto K207 en Si M para violín y orquesta. Por estos años se entregó a la educación de su hijo, con quién viajó por toda Europa. Más tarde serían famosos los "Conciertos Viscasillas" en el Teatro de la Princesa en los que actuaban padre e hijo. A principios del siglo XX estableció su residencia en Paris (Francia). Debido al delicado estado de salud de su hijo más pequeño, Eduardo, regresaron a Barcelona. En 1903 dirigió la Sociedad Orquestal Zaragozana junto con el maestro Alonso Cordelás, discípulo de Rubinstein, en un gran concierto celebrado en el palacio de la Lonja de Zaragoza durante las Fiestas del Pilar. En 1905 se presentó en el barcelonés Teatro Gran Vía su obra Florinda, con libreto de Angelo Bignotti para el texto en italiano y de Francisco Ximénez de Embún para el texto en español.  En 1907 fue “eletto á pleni voti” Académico de Honor de la Accademia di belle arti di Bologna. En ese mismo año compuso una obra para gran orquesta titulada Elegia, dedicada al catedrático de la Universidad de Bolonia y premio nobel italiano Giosuè Carducci. En 1909 estrenó en el Palacio de Bellas Artes de Barcelona su obra ¡¡Zaragoza!! Marcha heróica. En 1911 se organizó un concierto en su honor y dedicado al Centro Aragonés de Barcelona en el Teatro Novedades (Barcelona). En 1913 dirigió la Gran Orquesta Municipal de Biarritz (Francia). Entre sus numerosos amigos se encontraron notables músicos europeos como Luigi Mancinelli, Giuseppe Anselmi, Mattia Battistini, Jules Massenet, o Franz Beidler. Fue retratado con el traje de ceremonias de rector por el pintor Francisco Domingo Marqués, y por el grabador Arturo Carretero para La Ilustración Española y Americana en 1892. Otro hermoso grabado suyo y de autor desconocido se incluyó en la portada de La Ilustración Musical Hispano-Americana de febrero de 1889. Pasó sus últimos años entre Biarritz (Francia), Barcelona, Madrid y Galicia. Compuso cerca de 100 obras, las últimas siendo ya octogenario, continuando algunas de ellas todavía inéditas. Murió a una avanzada edad durante el asedio de Madrid. En los últimos años algunas de sus obras han sido reestrenadas en varios países, manteniendo su música viva. La serenata Notte in Venezia en su versión para orquesta fue interpretada por los "Virtuosos de Moscú" bajo la batuta del violinista y director de orquesta ucraniano Yuri Nasushkin; y recientemente estrenada en la capital de Lituania por la Orquesta de Cámara de la Universidad de Vilnius bajo la dirección del maestro Paulius Bernardas Koncė. La reducción para piano fue interpretada en diversos conciertos por los profesores Ricardo Blanco, Gintarė Sabaliauskienė, y por el pianista Mažvydas Tautkus, entre otros.

## Obras destacadas
- ¡¡Zaragoza!! Marcha heroica. 1882
- Notte in Venezia. Op. 14. 1887
- Salve Regina. Op. 15. 1886
- Santa Cecilia. Op. 16. 1887
- Celebre Meditazione di Crescentini. 1887
- Bagatella. Op. 27. 1889
- Benedictus. Op. 36. 1910
- Sull’Appennino. Op. 73
- Elegía nello stile italiano. Op. 79. 1907
- ¡¡Liberté!! (1808). Op. 80. 1908
- I Goti
- Valzer de la Reina
- Sulla Spiaggia di Biarritz